# 류명선
류명선(?~)은 조선민주주의인민공화국의 정치인이다.노동당 중앙위원회 국제부 부부장을 맡고 있다. 2018년에 열린 아시아정당국제회의(ICAPP)에 참석해 한반도 평화에 대해서 연설했었다.